# FOCUS
『FOCUS』（フォーカス）は、1981年10月23日に新潮社から創刊された写真週刊誌の草分け。2001年8月休刊。
取締役の編集者斉藤十一が、創刊に多く関係した。

## 内容
写真週刊誌の草分けで、記事だけではなく写真を前面に押し出し、新しいジャーナリズムのスタイルを確立した。
「新潮ジャーナリズム」と呼ばれる丹念な取材と張り込み取材を展開した。有名人やタレントの密会写真掲載などで話題を作ったり、政治的な事件や災害、事故などのスクープも多い。また、従来の新聞、テレビなどが報道しなかった、複雑な事件やニュースの裏側に迫る写真も数多く掲載した。
ロッキード事件公判で、被告だった田中角栄元首相を法廷撮影したり（1982年4月9日号）、1997年の神戸連続児童殺傷事件の犯人「少年A」の顔写真（1997年7月9日号）や、著名人の葬儀に際し棺に納められた遺体の顔を掲載したりと、法に抵触しかねない取材活動をして問題となったこともある（敢えて行った面もある）。「少年A」顔写真を掲載した際は、法務省が少年法に抵触するとして写真掲載を見合わすよう要請し、一部の書店が自主的にFOCUSの販売を差し控えるなどの騒ぎになった。また、フライデー襲撃事件などのあおりを受け、その取材方法に社会的批判を浴びるようにもなった。
だが、その一方では桶川ストーカー殺人事件で、同誌の清水潔が、埼玉県警察より先に犯人を捕捉し、捜査を放置した警察の不祥事まで暴くという調査報道も成功させてもいる（1999年12月29日・00年1月5日号。テレビ朝日『ザ・スクープ』が後を追った）。1983年には、高部知子の一服写真を掲載した（1983年6月24日号。ニャンニャン事件）。
最終ページは、マッド・アマノが世相を広告風に作ったパロディ写真（オマージュ）『狂告の時代』が連載されていた。

## 歴史
創刊当初は、有名写真家を使った芸術性の高い雑誌を目指したものの、低迷した。その後、張り込みや突撃取材を行う週刊誌へと変貌を遂げ、成功を収めた。販売部数はピーク時に毎週200万部を突破し、印刷が追いつかず東京と大阪の2箇所の印刷所で同時に印刷したほどであった。「フォーカスされる」などの流行語まで作られ、一大ブームとなった。
しかし、他雑誌やテレビに真似されるようになって、次第に読者から飽きられるようにもなると共に、1990年代後半から急速に部数を減らし、累積赤字が増大した。3代目編集長の山本伊吾のとき、2001年8月7日発売の2001年8月15・22日号で休刊し、通巻で1001号が発行された。その後、2002年から2004年まで年1回、「週刊新潮」の増刊という形で発行された。そして2011年4月、東日本大震災を題材に、1回だけの限定で復刊した。
2001年10月に、フォーカス編集部編『フォーカススクープの裏側』を刊行した。　

## 発行部数
- 1982年10月 - 50万部を突破[9]
- 1983年3月11日号 - 107万5750部[10][9]
- 1983年7月29日号 - 151万8000部[10]
- 1984年1月6日号 - 200万650部（最高発行部数）[10][9][8]

創刊号から休刊号までの累計発行部数は7億1886万5685部。

## FOCUS登場ランキング
1. 長嶋茂雄 - 202回
2. 竹下登 - 186回
3. ダイアナ妃 - 180回
4. 中曽根康弘 - 179回
5. 松田聖子 - 155回
6. 小沢一郎 - 145回
7. 貴乃花光司 - 122回
8. 松井秀喜 - 120回
9. 田中角栄 - 115回
10. 桑田真澄 - 107回

出典

## 類似雑誌
同様のスタイルの写真週刊誌は他の出版社も模倣して創刊しており、1986年後半には「FRIDAY」（講談社）、「FLASH」（光文社）、「TOUCH」 （小学館） 、「Emma」（文藝春秋）など他4誌が並存しており、「3FET戦争」と呼ばれた。
しかしこれら4誌は、「FOCUS」と形態こそ似ているものの、水着やヌードグラビア、グルメなどの軟派な記事が多く、内容は「FOCUS」とはかなりの相違があった。「Emma」は、1986年12月のフライデー襲撃事件の余波もあり、早々と1987年に、「TOUCH」もその2年後の1989年に廃刊となり、「FOCUS」の2001年休刊以降は「FLASH」と「FRIDAY」の2誌が刊行中である。
また、同時期に「痛快フォーカス SEXY LOOK」（サン出版）という、あきらかに本誌を真似た写真中心のポルノ雑誌が存在した。構成も全く同じで、最後のページに連載されていた『狂告の時代』ですらポルノ風に真似られていた。